# Anne Lennox
Pour les articles homonymes, voir Lennox.
Anne van Keppel, née Lady Anne Lennox (24 juin 1703 – 20 octobre 1789) est la fille de Charles Lennox, 1er duc de Richmond, et d'Anne Brudenell. 

## Biographie

### Enfance et formation
Elle est la petite-fille du roi Charles II d'Angleterre[réf. nécessaire]. 

### Vie de famille
Le 21 février 1722, elle épouse William Keppel, 2e comte d'Albemarle à Caversham, Oxfordshire (maintenant Berkshire), après quoi elle devient comtesse d'Albemarle. De cette union naissent six enfants :
- George Keppel, 3e comte d'Albemarle (1724-1772) : la reine Camilla est dans sa descendance ;
- Augustus Keppel, 1er vicomte Keppel (1725-1786) ;
- William Keppel (1727-1782) ;
- Frédéric Keppel (1728-1777) ;
- Caroline Keppel (1734 -?), qui épouse Robert Adair ;
- Elizabeth Keppel (1739–1768), qui épouse Francis Russell, marquis de Tavistock[1].

De 1725 à 1737, elle est une dame d'atours de la reine Caroline. 

### Décès
Anne meurt en 1789 à la Maison de l'Amirauté, à 86 ans.